# De Havilland DH.9

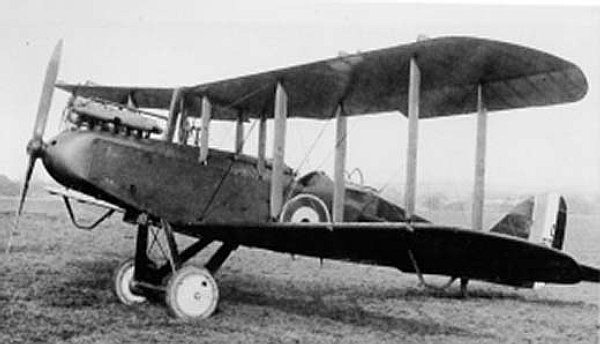
De Havilland DH.9 bommenwerper

De De Havilland DH.9, ook wel aangeduid als Airco DH.9, was een Engelse tweezitter dubbeldekker bommenwerper die in de Eerste Wereldoorlog werd geproduceerd door vliegtuigbouwer Airco. De eerste vlucht was in juli 1917.

## Ontwerp en historie
De DH.9 kwam voort uit zijn succesvolle voorganger de DH.4, waarmee het veel onderdelen deelde. De DH.9-romp was geheel vernieuwd en er was een 230 pk BHP/Galloway Adriatic zescilinder-lijnmotor geïnstalleerd. Gezien zijn succesvolle afkomst werden er door de RAF gelijk grote bestellingen gedaan. In de praktijk bleken de prestaties tegen te vallen. De Adriatic motor was onbetrouwbaar en leverde te weinig vermogen. De relatief trage DH.9 leed zware verliezen in de luchtstrijd boven het westfront. Later werd de Adriatic-motor vervangen door Liberty- en Armstrong Siddeley-motoren.
Na de Eerste Wereldoorlog werden grote hoeveelheden militaire DH.9 surplustoestellen omgebouwd voor de burgerluchtvaart. Ze werden wereldwijd ingezet als transport- of passagiersvliegtuig met accommodatie voor 2-3 passagiers. Ook heeft een aantal dienstgedaan als lestoestellen voor vliegscholen. Een DH.9 was ook deelnemer aan de 1919 England to Australia flight en slaagde er, zei het met vertraging, in de race te voltooien. Het was met deze prestatie het eerste eenmotorige vliegtuig dat van Engeland naar Australië vloog.

## DH.9B van de KLM

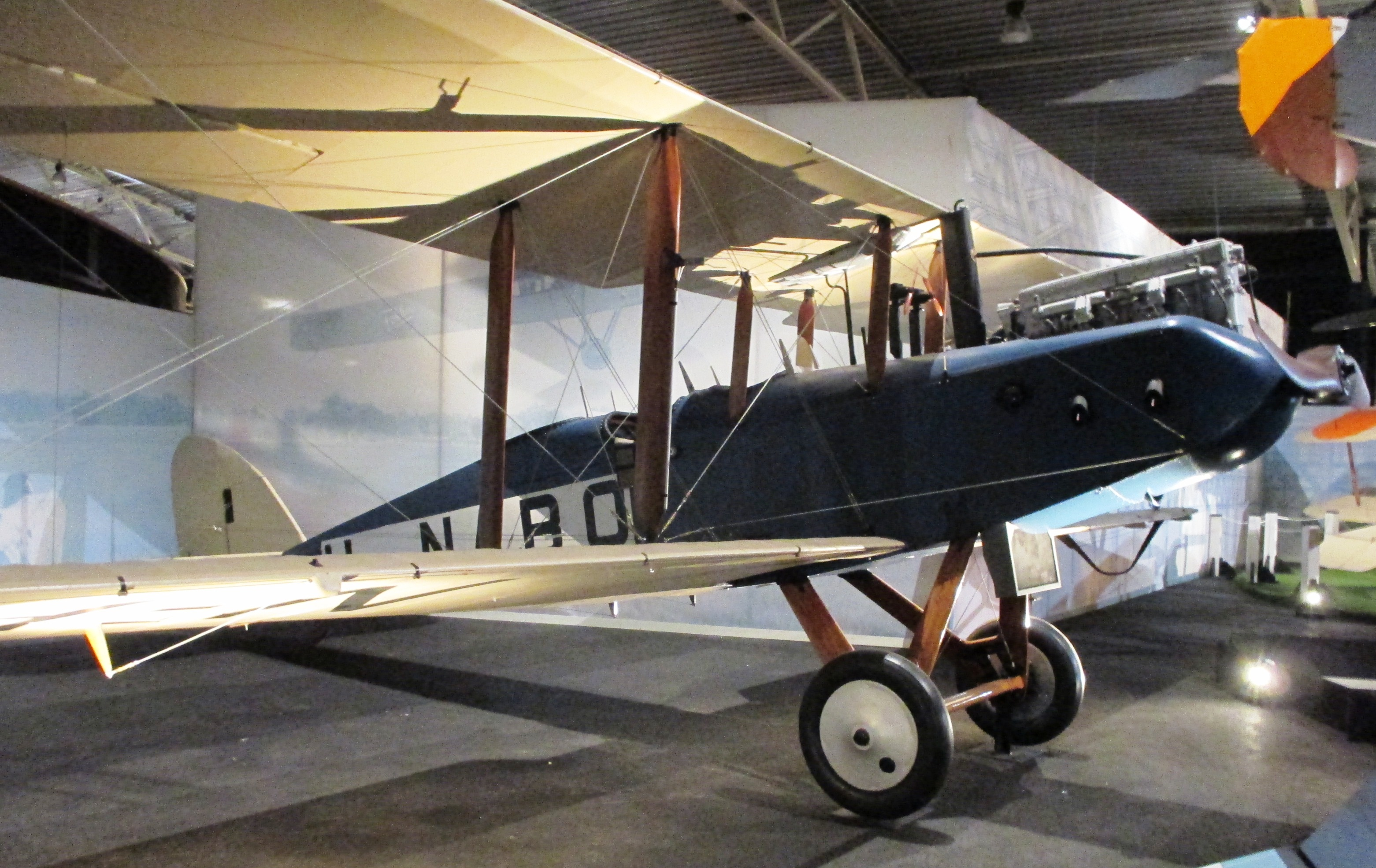
De Havilland DH.9B, replica H-NABO van de KLM met twee open passagiersplaatsen (1920) - Collectie Aviodrome Lelystand

De KLM heeft van 1921-1926 vier DH.9B verkeerstoestellen in gebruik gehad voor de luchtlijn Amsterdam-Londen. Er werd gevlogen met één piloot en twee passagiers voor en achter de piloot. De passagiers zaten ieder in een aparte open cockpit en kregen daarom voor vertrek dikke leren jassen, vliegkappen, handschoenen en vliegersbrillen uitgereikt. De vliegtijd bedroeg (enkele reis) twee uur.

## Varianten

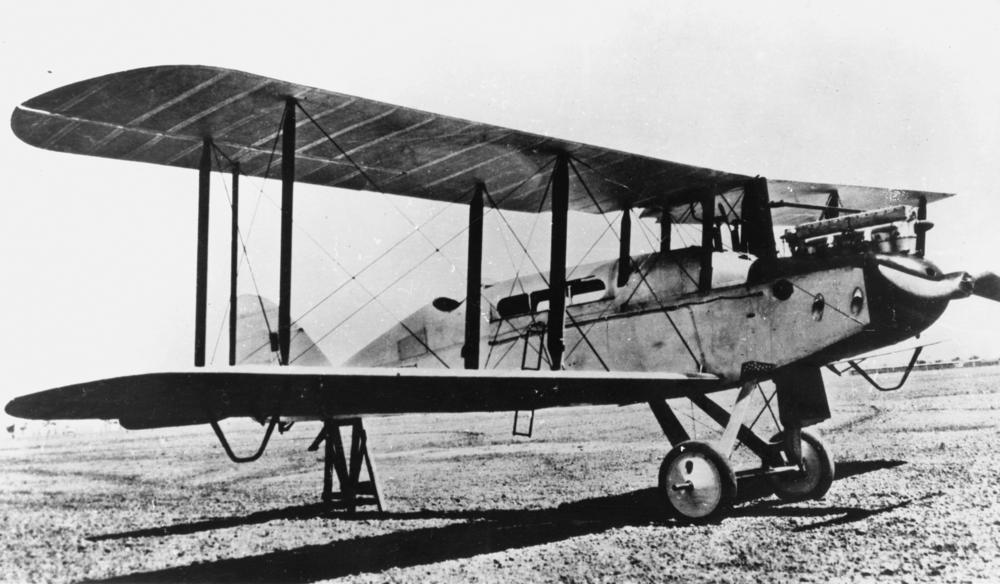
De Havilland DH.9C met gesloten passagierscabine van luchtvaartmaatschappij Qantas

- DH.9 – Bommenwerper ontwikkeld uit de DH.4 (3024 exemplaren gebouwd).
- Airco DH.9A – (bijnaam Nine-Ack) speciaal ontworpen versie voor de 400 pk Liberty L-12-motor.
- DH.9B – Omgebouwde versie voor personenvervoer (1 piloot, 2 passagiers).
- DH.9C – Omgebouwde versie voor personenvervoer (1 piloot, 3 passagiers).
- DH.9J – Aangepaste en gehermotoriseerde versie met de 385 pk Armstrong Siddeley Jaguar III-stermotor. Werd gebruikt door de vliegschool van De Havilland.

## Specificaties
- Type: De Havilland DH.9
- Ontwerper: Geoffrey de Havilland

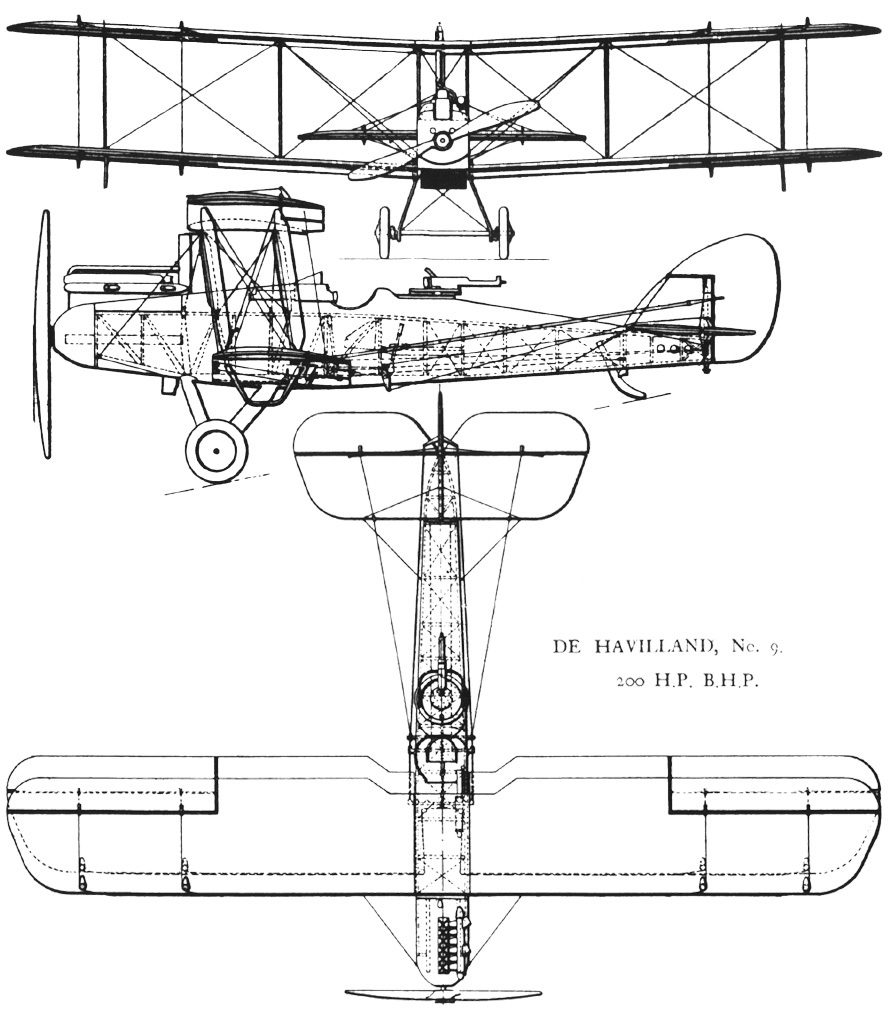
De Havilland DH.9 tekening

- Bemanning: 2 (militair), 1 (civiel)
- Passagiers: 2-3 (civiel)
- Lengte: 9,27 m
- Spanwijdte: 12,92 m
- Hoogte: 3,44
- Vleugeloppervlak: 40,3 m²
- Vleugelprofiel: RAF 16
- Leeggewicht: 1070 kg
- Maximum gewicht: 1719 kg
- Motor: 1 × Armstrong Siddeley Puma watergekoelde zescilinder-lijnmotor, 230 pk (170 kW)
- Propeller: tweeblads
- Eerste vlucht: juli 1917
- Uit dienst: 1937
- Aantal gebouwd: 4091

Prestaties
- Maximumsnelheid: 182 km/u
- Plafond: 4700 m
- Klimsnelheid: 3 m/s
- Maximale vliegduur: 4,5 uur

Bewapening
- Boordgeschut: Vast voorwaarts gericht Vickers machinegeweer en 1 of 2 × beweegbare Lewis guns in de achterste cockpit
- Bommenlast: 210 kg